# Xanthotype attenuaria
Xanthotype attenuaria là một loài bướm đêm trong họ Geometridae.